# 塔爾羊屬
半羊属（学名：Hemitragus），又譯塔爾羊屬，是牛科羊亚科羊族之下的一個已廢棄的屬級分類。當初本屬之下三個物種由於外形相近，被認為應該屬於同屬物種；但現在透過基因圖譜分析，我們知道三個物種有親屬關連，但有各自的演化支。因此而時分開成為下列三個獨立的屬.：
- 山羊族 Caprini
  - 阿拉伯塔尔羊属 Arabitragus
  - 喜马拉雅塔尔羊属 Hemitragus
  - 尼尔吉里塔尔羊属 Nilgiritragus

這三個屬與羊族餘下的四個屬（即：羊属 Ovis、蛮羊属 Ammotragus、岩羊属 Pseudois、山羊属 ''Capra）並列在一起。而原來的拉丁學名，現時專指數量最多的喜马拉雅塔尔羊属。

## 參看
- 可靠的塔尔羊